# ダミアン・ロドリゲス
'ダミアン・ロドリゲス・ソウザ（'Damián Rodríguez Sousa、2003年3月17日 - ）は、スペイン・ガリシア州ポンテアレーアス出身のサッカー選手。セルタ・デ・ビーゴB所属。ポジションはミッドフィールダー。

## クラブ経歴
2016年にセルタ・デ・ビーゴのカンテラへ入団し、2020-21シーズンにBチームデビューを果たした 。そして、2024年3月17日、プリメーラ・ディビシオンのセビージャFC戦にて、後半開始からウーゴ・アルバレスとの途中交代でトップチームデビューを飾った。